# Пісенний конкурс «Євробачення»
Пісенний конкурс «Євробачення» (англ. Eurovision Song Contest; фр. Concours Eurovision de la chanson), або просто «Євробачення» — щорічний пісенний конкурс, що проводиться з 1956 року між країнами-членами Європейської мовної спілки (ЄМС).
Менеджмент конкурсу з української сторони здійснює Національна суспільна телерадіокомпанія України. Загальну координацію цього міжнародного конкурсу здійснює Європейська мовна спілка.
Виконавчим директором Євробачення з 2020 року став шведський продюсер Мартін Естердаль. З 2011 до 2020 року цю посаду обіймав норвезький продюсер Юн Ула Санн.

## Історія

### Заснування
У 1950-х роках, коли зруйнована Другою світовою війною Європа все ще відбудовувалася, у Європейській мовній спілці з'явилася ідея створити міжнародний пісенний конкурс, де б усі країни брали участь у єдиній телевізійній програмі, яка транслювалася б одночасно в усіх країнах, що є членами спілки. Ця ідея народилася в 1955 році, під час зустрічі ЄМС у Монако, в одного з його співробітників — швейцарця Марселя Безансона. За модель змагання було взято Пісенний Фестиваль Санремо, що проводився в Італії. Ця ідея була також сміливим технологічним експериментом: у ті дні це було дуже амбітним проєктом — з'єднати разом багато країн у велику мережу для трансляції на широкій території. Супутникового телебачення ще не існувало й Мережа Євробачення користувалася наземною мікрохвильовою мережею.
Перший конкурс пройшов 24 травня 1956 року в місті Лугано, Швейцарія. У ньому взяли участь сім країн, кожна з яких представила по дві пісні. Але вже з 1957 року ввели обмеження — одна пісня від кожної країни-учасниці. Пісенний конкурс Євробачення 1956 року виграла приймальна країна — Швейцарія. Мережа Євробачення використовується для міжнародної трансляції багатьох програм новин та спорту й різноманітних спеціальних подій. Проте, Пісенний Конкурс є найпопулярнішою програмою ЄМС і з часом став синонімом слова «Євробачення»

### Назва
Спочатку програма була відома як «Eurovision Grand Prix». Цю назву прийняли франкомовні країни, а також Данія та Норвегія, але згодом назву змінили на «Concours Eurovision de la chanson». .

## Формат
До 2004 року пісенний конкурс Євробачення складався лише з фіналу. У 2004 році був створений додатковий раунд кваліфікації — півфінал, у зв'язку з постійним збільшенням країн, що бажали взяти участь у конкурсі, і відбувався він у четвер. У 2008 році був доданий другий півфінал, що відбувається у вівторок. Всі країни учасниці мають пройти через один з півфіналів. Але, країни «Великої п'ятірки» (Франція, Німеччина, Італія, Іспанія і Велика Британія) та країна-господарка конкурсу автоматично потрапляють до фіналу.

### 2004—2007
Конкурс складається з півфіналу та фіналу. Фінал складався зі співаків 24 країн. «Великої п'ятірки» та 10 країн, які посіли з 10 по 1 місце у фіналі минулого конкурсу, потрапляють до фіналу автоматично. Інші 10 країн потрапляють до фіналу з півфіналу.
Якщо країна «Великої П'ятірки» посідає з 10 по 1 місце на торішньому конкурсі, то з півфіналу до фіналу потрапляє 11 країн, і так далі (це залежить від кількості країн «Великої п'ятірки», які посіли з 10 по 1 місце у фіналі торішнього конкурсу).

### 2008—дотепер
Починаючи з 2008 року пісенний конкурс Євробачення складається з двох півфіналів та фіналу. Півфінали відбуваються у вівторок та в четвер відповідно. Фінал відбувається в суботу о 22 годині за київським часом.
Фінал складається з 25 або 26 країн (залежить від того, яка країна перемогла минулого року). Шість (п'ять, якщо країна-переможниця входить до «Великої п'ятірки») країн потрапляють до фіналу автоматично, це «Велика п'ятірка» (Франція, Велика Британія, Німеччина, Іспанія та Італія) та країна-переможниця попереднього конкурсу. Якщо торішньою країною-переможницею є країна «Великої п'ятірки», то у фіналі змагатимуться 25 країн (приклад — Пісенний конкурс Євробачення 2011). Якщо ж торішньою країною-переможницею є країна, яка не входить до «Великої п'ятірки», то у фіналі змагатимуться 26 країн (приклад — Пісенний конкурс Євробачення 2012).
Всі інші 20 країн потрапляють до фіналу з півфіналів (десять — з першого півфіналу, десять — з другого півфіналу).

### Велика п'ятірка
Починаючи з Пісенного конкурсу Євробачення 2000 діяло правило «Великої четвірки». Воно означало, що до фіналу автоматично, незалежно від зайнятого місця на конкурсі, потрапляють чотири країни — Франція, Німеччина, Велика Британія та Іспанія. Це право було надане цим країнам завдяки тому, що вони є найбільшими спонсорами конкурсу та вкладають найбільшу частку фінансів в організацію конкурсу.
З поверненням на конкурс у 2011 році Італії, яка тривалий час бойкотувала конкурс, «Велика четвірка» стала «Великою п'ятіркою».
У 2015 році до участі в ювілейному, 60-му, конкурсі було запрошено Австралію, яка кілька років перед тим транслювала у себе Євробачення. Виконавцю від цієї країни було відразу надано місце у фіналі. Таким чином, у фіналі Євробачення-2015 виступало 27 країн. У разі перемоги конкурсанта від Австралії, наступний конкурс все ж планувалося проводити в Європі.

### Основні принципи конкурсу
- Співаки країн-учасниць представляють пісні, що виконуються наживо у телевізійній програмі, яка транслюється ЄМС через Мережу Євробачення одночасно в усіх країнах. «Країна», як учасник, представляється однією телекомпанією з цієї країни.
- Програма відбувається в одній з країн-учасників і трансляція йде з концертного залу в приймальному місті.
- Під час програми, після того, як всі пісні було виконано, країни починають процес голосування за пісні інших країн: голосувати за пісню власної країни не можна.
- Наприкінці програми пісня, яка набирає найбільшу кількість очок, оголошується переможцем. Країна, співак якої став переможцем, запрошується наступного року бути приймальною країною конкурсу.
- Програму незмінно відкриває один чи кілька ведучих, що запрошують глядачів до перегляду шоу. Більшість приймальних країн намагаються витягти максимальну користь з того, що вони ведуть програму з такою широкою міжнародною аудиторією, зазвичай це має форму своєрідних відеолистівок, що неначе рекламують туризм.
- Між блоком пісень та оголошенням початку голосування виконується проміжний розважальний номер, що може мати будь-яку форму.
- До та після трансляції Конкурсу (а також інших подій що транслюються ЄМС) програється музична заставка ЄМС, якою є прелюдія до твору Марка-Антуана Шарпантьє Te Deum.

## Участь

Учасники після 1956 року:
Брали участь хоча б один раз
Країни, що брали участь у конкурсі як частина іншої держави, але ніколи самостійно
Ніколи не брали участь, хоча мають на це право
Планували брати участь, але потім відмовилися

Міста, які приймали пісенний конкурс Євробачення.
Був один конкурс
Було декілька конкурсів

Право брати участь у конкурсі мають активні члени (на відміну від асоційованих членів) Європейської мовної спілки. Активними членами є держави, що знаходяться в Європейській телерадіомовній зоні, або ті що є членами Ради Європи.  Європейська телерадіомовна зона визначається Міжнародною спілкою Телекомунікацій. В цю зону входять країни, що розташовані на території між кордоном 1-го регіону ITU на заході, 40-м меридіаном східної довготи на сході та 30-тою паралеллю північної широти на півдні. Вірменія, Азербайджан і Грузія, а також території України, Іраку, Йорданії та Сирії, що знаходяться поза цими межами, входять до Європейської зони мовлення.
Мовники, що є асоційованими членами, можуть мати право брати участь у змаганнях залежно від схвалення референсної групи конкурсу.
Якщо організація, що є активним членом ЄМС, бажає взяти участь у конкурсі, то вона має виконати умови встановлені правилами конкурсу (нова копія яких публікується щороку). Станом на 2007 рік, це включає вимогу трансляції програми попереднього року в своїй країні, а також сплату ЄМС внеску учасника до закінчення строку сплати, що його встановлено правилами конкурсу поточного року.
Право брати участь у конкурсі не визначається географічним розташуванням на європейському континенті, попри корінь «Євро» в слові «Євробачення», також таке право не має нічого спільного із Європейським Союзом. Наприклад, 1980 року участь у конкурсі брала північноафриканська країна Марокко, а з 2015 року бере участь Австралія.

### Ідея участі СРСР
Едуард Фомін, колишній працівник Міністерства просвіти РРФСР, відкрив журналістам у 2009 році одну із утаємничених раніше сторінок історії радянської культури. У 1987 р. у форматі розгортання перебудови та розрядки, у Міністерстві освіти СРСР розглядалася участь Радянського Союзу на престижному європейському пісенному конкурсі «Євробачення». «Веселов Георгій Петрович (міністр освіти СРСР) запропонував відправити Валерія Леонтьєва, молодого талановитого співака», — розповів чиновник. Однак ідея Георгія Веселова не була підтримана у КПРС і, як не дивно, самим Горбачовим. Навіть у Міністерстві освіти більшість була налаштована на те, що СРСР ще не готовий до настільки радикальних кроків.

## Процедура відбору
Кожна країна надсилає одну пісню, яка буде її представляти в конкурсі. Є правило, яке забороняє надсилати пісні, що були випущені більше ніж за визначений період до початку конкурсу. Мета цього правила — забезпечити участь в конкурсі тільки нових пісень, а не вже добре відомих хітів, що надало б країнам несправедливу перевагу через популярність пісні.
Країни можуть вибирати свої пісні наступними способами:

### 1. Закритий національний відбір
Виконавця та пісню, що будуть представляти країну на конкурсі, національна телерадіокомпанія країни-учасниці обирає сама без участі телеглядачів.

### 2. Відкритий національний відбір
Виконавця та пісню, що будуть представляти країну на конкурсі, обирають шляхом відкритого телеголосування та голосування журі у співвідношенні 50×50.
(Саме таким чином з 2009 року здійснюється національний відбір до Євробачення представника України.)

### 3. Змішаний національний відбір
При змішаному відборі виконавець обирається національною телерадіокомпанією країни-учасниці, а пісня шляхом відкритого телеголосування. (Приклад 2008 рік: коли Національна телекомпанія України обрала представником Ані Лорак, а пісня обиралася шляхом відкритого телеголосування). Або навпаки, коли пісню обирає національна телерадіокомпанія країни-учасниці, а виконавець, який заспівав цю пісню найкраще, обирається шляхом відкритого телеголосування.
Відкриті відбори деяких країн є настільки ж великими як і сам Пісенний Конкурс Євробачення, або навіть більшими. Шведський відкритий національний відбір Melodifestivalen (буквальний переклад — Фестиваль Мелодій) складається з 32 пісень, що виконуються протягом чотирьох півфіналів, які проходять перед широкою аудиторією у великих концертних залах по всій країні, з фіналом у Стокгольмі. Протягом років Melodifestivalen став найпопулярнішою програмою року, з найвищим глядацьким рейтингом на шведському телебаченні.

## Проведення конкурсу
Більшість витрат на проведення Конкурсу сплачують спонсори події, а також учасники з інших країн. Конкурс вважається унікальною можливістю популяризації приймальної країни як місця для туризму.  Влітку 2005 року Україна скасувала звичайні візові вимоги для туристів задля полегшення проїзду іноземної публіки на Пісенний Конкурс Євробачення в Києві; коли уряд оцінив прибуток від збільшення кількості іноземних туристів, цю зміну візового режиму було вирішено зробити постійною.
Підготовка до проведення Конкурсу починається за кілька тижнів потому, як країна перемагає і надсилає до ЄМС підтвердження того, що вона має намір і змогу проводити конкурс у себе. Вибирається місто проведення (зазвичай столиця країни, але не завжди) та концертний зал, придатний до події такого масштабу.
Найбільшою концертною спорудою в історії Конкурсу на цей час є стадіон Паркен у Копенгагені, який прийняв глядацьку аудиторію з близько 38 000 людей, коли Данія приймала Євробачення у себе у 2001 році. Найменшим містом проведення в історії конкурсу було ірландське містечко Мілстріт з 1 500 населення, яке приймало Конкурс 1993 року.

### Дизайн

Логотип між 2004 — 2014

Логотип між 2015-2025

До 2004 року кожен у кожному конкурсі використовувався власний логотип, визначену відповідним мовником країни господаря. Щоб створити подібний логотип, напередодні конкурсу 2004 року було введено один загальний логотип. Зазвичай це супроводжується унікальним тематичним оформленням і гаслом, розробленим для кожного окремого конкурсу приймаючою мовною компанією, з прапором країни-господаря, розміщеним у центрі в серці, що замінює букву v у слові «Eurovision» (Євробачення). Оригінальний логотип було розроблено лондонським агентством JM International, а в 2014 році його оновило амстердамське агентство Cityzen для 60-го конкурсу.
Схожі зміни в 2023 році відбулися з гаслом. Зазвичай, на кожному конкурсі ми бачили щоразу інше гасло. Але гасло «United by music» («Об'єднані музикою») дуже сподобалося ЄМС, тому в учасники спілки вирішили зробити це постійним гаслом.

## Тиждень Євробачення
Термін «Тиждень Євробачення» вживається для опису тижня, в який відбувається Конкурс. Оскільки шоу транслюється наживо, це вимагає того, щоб учасники добре відрепетирували свої номери, для того, щоб шоу пройшло бездоганно.
На додаток до репетицій вдома, кожному учаснику надається можливість репетиції в концертному залі, де буде проходити Євробачення. Ці репетиції проходять протягом кількох днів напередодні суботнього шоу, і через це делегації країн приїздять до приймаючого міста задовго до самої події. Це, своєю чергою, значить, що журналісти і фани також приїздять заздалегідь, і події Євробачення тривають набагато довше ніж кілька годин телепрограми. Декілька офіційно акредитованих готелів вибираються для розміщення делегацій, організуються автобуси-шатли, що перевозять учасників та їх команди до залу, де буде проходити конкурс.
Кожна телекомпанія-учасник назначає Голову Делегації, в задачі якого входить координація пересувань членів делегації і який відіграє роль представника країни для офіційних осіб ЄМС у приймальній країні. Членами делегації зазвичай є виконавці, автори слів та музики, офіційні представники преси і якщо використовується живий оркестр, або цього вимагає пісня — диригент. За бажанням, до делегації може долучатися коментатор — кожна країна може надавати свій власний коментар для місцевої трансляції. Коментаторам надаються спеціальні кабіни, розташовані в концертному залі позаду від глядачів.

### Репетиції та пресконференції
Традиційно делегації прибували в суботу перед Конкурсом, щоб мати змогу почати репетиції в понеділок зранку. Однак, після введення півфіналу — і, таким чином, збільшення кількості країн-учасників — з 2004 року репетиції починаються в тиждень, що передує Тижню Євробачення. Зараз країни, що беруть участь у півфіналах (з 2008 року їх два), репетирують шість днів з вівторка по неділю, на кожну країну дозволено по два періоди репетицій. Країни, що вже автоматично потрапили в фінал, репетирують в понеділок та вівторок Тижня Євробачення.
Після того, як кожна країна завершує репетиції, делегація країни зустрічається із артистичним директором шоу в кімнаті для відеоперегляду. Там вони проглядають щойно відзняту репетицію, обговорюють кути камери, освітлення та хореографію задля досягнення максимального естетичного ефекту від телетрансляції. На цьому етапі голови делегацій висловлюють власні особливі побажання, необхідні для виконання номера, і можуть наполягати на їх виконанні телекомпанією країни — господаря конкурсу.
Після цієї зустрічі делегація проводить пресконференцію, під час якої представники акредитованої преси можуть ставити до учасників питання. Репетиції та пресконференції проводяться паралельно, тобто одна країна проводить пресконференцію, а інша в цей час проводить репетицію у залі, де відбудеться шоу. Друкований підсумок всіх питань та відповідей з пресконференції виробляється пресофісом приймальної країни та розкладається в особисті поштові скриньки журналістів.
У середу Тижня Євробачення проходять три генеральні репетиції (двох півфіналів та фіналу). Генеральна репетиція першого півфіналу відбувається у вівторок, другого півфіналу в четвер. Для фіналу проводяться дві генеральні репетиції: в п'ятницю ввечері та в суботу зранку (в день, коли й транслюється фінал в прямому ефірі).

### Вечірки у Євроклубі
У понеділок тижня Євробачення традиційно відбувається Приймання Мера, на якому міська адміністрація святкує той факт, що Євробачення прийшло до міста. Ця зустріч зазвичай відбувається у великому об'єкті муніципальної власності у центрі міста. Запрошуються всі делегації і вечірка зазвичай супроводжується живою музикою, безкоштовним частуванням та випивкою, і в останні роки — феєрверками.
Після півфіналів та фіналу відбуваються післявечірки, які проходять або в тому ж приміщенні, де проходять концерти, або в іншому пристосованому до цього приміщенні.
Євроклуб проходить кожної ночі протягом тижня у нічному клубі, до якого запрошується увесь акредитований персонал.
Також протягом тижня окремі делегації проводили власні вечірки на додаток до тих, що спонсорувалися офіційно. Однак, у новому тисячолітті з'явилася тенденція до більшої централізованості зусиль національних делегацій і проведення вечірок країн у Євроклубі.

## Голосування
Система голосування в конкурсі змінювалася протягом років. Поточна система діє з 2016 року і є адаптацією так званого «ранжованого голосування». Країни присвоюють пісням через голосування журі та глядачів серію очок від 1 до 8, потім 10 і нарешті 12. Дванадцять очок отримує улюблена пісня. Ця система є своєрідною адаптацією системи 1975 року. Однією з відмінностей цих двох систем заключається в тому, що у новій системі голоси журі та глядачів оголошується окремо.
Історично, набір очок вирішувався внутрішнім журі кожної країни, але у 1997 році п'ять країн (Австрія, Швейцарія, Німеччина, Швеція і Велика Британія) зробили експеримент із телеголосуванням, надаючи членам аудиторії цих країн можливість масово голосувати за їх улюблену пісню. Експеримент виявився успішним і з 1998 року всі країни заохочувалися користуватись телеголосуванням, коли це можливо. Запасні журі все ще використовуються на випадок збою телеголосування. В наші дні, глядачі можуть також голосувати з допомогою SMS, на додаток до телеголосування. З 2009 року окрім глядачів голосує також журі — 5 професіоналів від кожної країни; результат обчислюється за допомогою врахування як народного голосування, так і голосування в журі. Який би метод голосування не використовувався, неможливо голосувати за пісню країни, з якої надсилається голос, тобто країни не можуть голосувати за власні пісні.
З 2016 року система голосування дещо змінена. Речники країн оголошують тільки кому віддало 12 балів професійне журі. А потім у зростальному порядку оголошуються підсумовані бали від глядачів.
У 2023 році вступили в дію зміни у виборі фіналістів конкурсу. Окрім країн-засновниць Євробачення (Італія, Велика Британія, Німеччина, Швейцарія та Франція), так званої Великої п‘ятірки, і країни-господарки конкурсу, до фіналу проходять по 10 представників з кожного з двох півфіналів. Відтепер фіналістів з півфіналів буде обрано виключно шляхом голосування телеглядачів, без оцінок міжнародного журі, як це було з 2009 року.
З 2024 року представники країн «Великої п'ятірки» та країна-переможниця минулого року, які є автофіналістами, вперше виконали свої пісні наживо під час півфіналів конкурсу — у попередні роки в цей час показували лише короткі уривки з генеральних репетицій кожної з країн. Крім того, три додаткові виступи в кожному з півфіналів пройшли в перервах між виходом на сцену інших виконавців. У 2024 році вікно для голосування «Решта світу» було відкрите за 24 години до початку шоу та залишалося таким до початку шоу. Крім того, голосування для країн-учасниць у фіналі відкрилося безпосередньо перед виконанням першої пісні та залишилося відкритим протягом 25 хвилин після виконання останньої пісні.

## Рекорди і досягнення
Рекорд за кількістю проведених конкурсів у себе вдома має Велика Британія — 9 разів вона приймала Євробачення: 4 рази внаслідок своїх перемог та ще 5 разів після відмов інших країн-переможниць від проведення конкурсу. Серед місць проведення Євробачення пальму першості має Дублін: саме місто аж 6 разів приймало конкурс, а місцевий Пойнт-театр — 3 рази (більше за будь-який концертний майданчик). Найбільшою ареною за місткістю глядачів є данський стадіон «Паркен» у Копенгагені — у 2001 році він зібрав 38 тисяч глядачів.  Найменшим містом-господарем Євробачення є ірландський Мілстріт, що налічує 1500 осіб, але це не завадило йому прийняти у 1993 році набагато більшу кількість людей.
Рекордсменами Євробачення за кількістю перемог серед країн є Ірландія та Швеція — 7 разів конкурсанти з цих країн займали перше місце на конкурсі (в тому числі мав місце випадок, коли Ірландія перемагала тричі поспіль — єдиний подібний випадок на цей час, жодна країна поки не змогла перевершити чи хоча б повторити цей рекорд, хоча ще до того, як Ірландія встановила таке досягнення, були випадки, коли одна й та ж країна перемагала двічі поспіль). Також, Ірландії та Швеції належить і наступний рекорд: виконавці з цих країн перемагали на конкурсі більше, ніж один раз (Джонні Логан та Лорін). Крім цього, Лінда Мартін з Ірландії, котра також двічі брала участь у конкурсі, займала друге (за першої участі) і перше (за другої участі). Ті самі результати, що й Лінда Мартін, мають: швейцарка Ліз Ассія, росіянин Діма Білан та італійка Джільйола Чінкветті. Француженка Ізабель Обре, шведка Карола та ще одна француженка Анн-Марі Давід (окрім Франції представляла Люксембург) посідали на конкурсі третє і перше місця. Також, слід сказати, що грецька співачка Єлена Папарізу також займала на конкурсі третє місце (2001 року, у складі гурту «Antique») та перше місце (2005 року, коли виступала на Євробаченні як самостійна виконавиця).
Наймолодшою учасницею в історії конкурсу є француженка Наталі Пак, якій у 1989 році було майже 12 років. Найбільш віковим учасником Євробачення є Еміль Рамзауер, контрабасист швейцарського гурту Takasa, який вийшов на сцену Євробачення-2013 у 95-річному віці. Найстарішим сольним виконавцем на Євробаченні є британець Енгельберт Гампердінк — на Євробаченні-2012, що проходило у Баку, йому було 76 років. Наймолодшою переможницею в історії Євробачення є бельгійка Сандра Кім, яка у 1986 році завоювала золото у віці 13 років. Найстарший переможець конкурсу — карибський виконавець Дейв Бентон (50 років і 4 місяці), який у 2001 році виступав під естонським прапором.
Рекордсменами Євробачення за кількістю участей серед виконавців є бельгієць Фуд Леклерк (1956, 1958, 1960, 1962), швейцарський гурт «Peter, Sue and Marc» (1971, 1976, 1979, 1981), представниця Сан-Марино Валентина Монетта (2012, 2013, 2014, 2017) та шведсько-норвезька співачка Елізабет Андреассен (1982, 1985, 1994, 1996) — кожен з цих чотирьох виступав на пісенному конкурсі по 4 рази.
Україна — єдина країна на Євробаченні, яка щоразу виступала у фіналі протягом всіх років її участі в конкурсі. Також Україна є країною, чия пісня набрала рекордну кількість балів у підсумковому голосуванні від телеглядачів — 439, що відбулось на «Євробаченні-2022».

## Критика
Деякі оглядачі західних країн вважають, що конкурс є дедалі менше пісенним змаганням і дедалі більше перетворюється на змагання геополітичних симпатій, де в останні роки домінують країни Східної Європи. Після конкурсу 2008 року в британській пресі заявлялося, що «змагання постає під загрозою перетворитися на гарячий казан в результаті блокового голосування Східної Європи».